# Telmatoscopus inusitatus
Telmatoscopus inusitatus és una espècie d'insecte dípter pertanyent a la família dels psicòdids.

## Descripció
- El mascle és gris, amb els ulls poc separats (gairebé tocant-se) i l'edeagus allargat, simètric i amb tres dents esclerotitzades a l'àpex.[3]

## Distribució geogràfica
Es troba a la Melanèsia: Fiji.